# 維基百科標誌
維基百科的標誌是一個未完成的球形拼圖（其頂部缺少部分拼图），每一块拼图上各有一種書寫系統的字形。在中文維基百科所有頁面的左上角，維基百科標誌下方有一个「维基百科」字标，而字标下則有一段以自由开放源代码的宋体寫著「自由的百科全书」的文字。

## 歷史

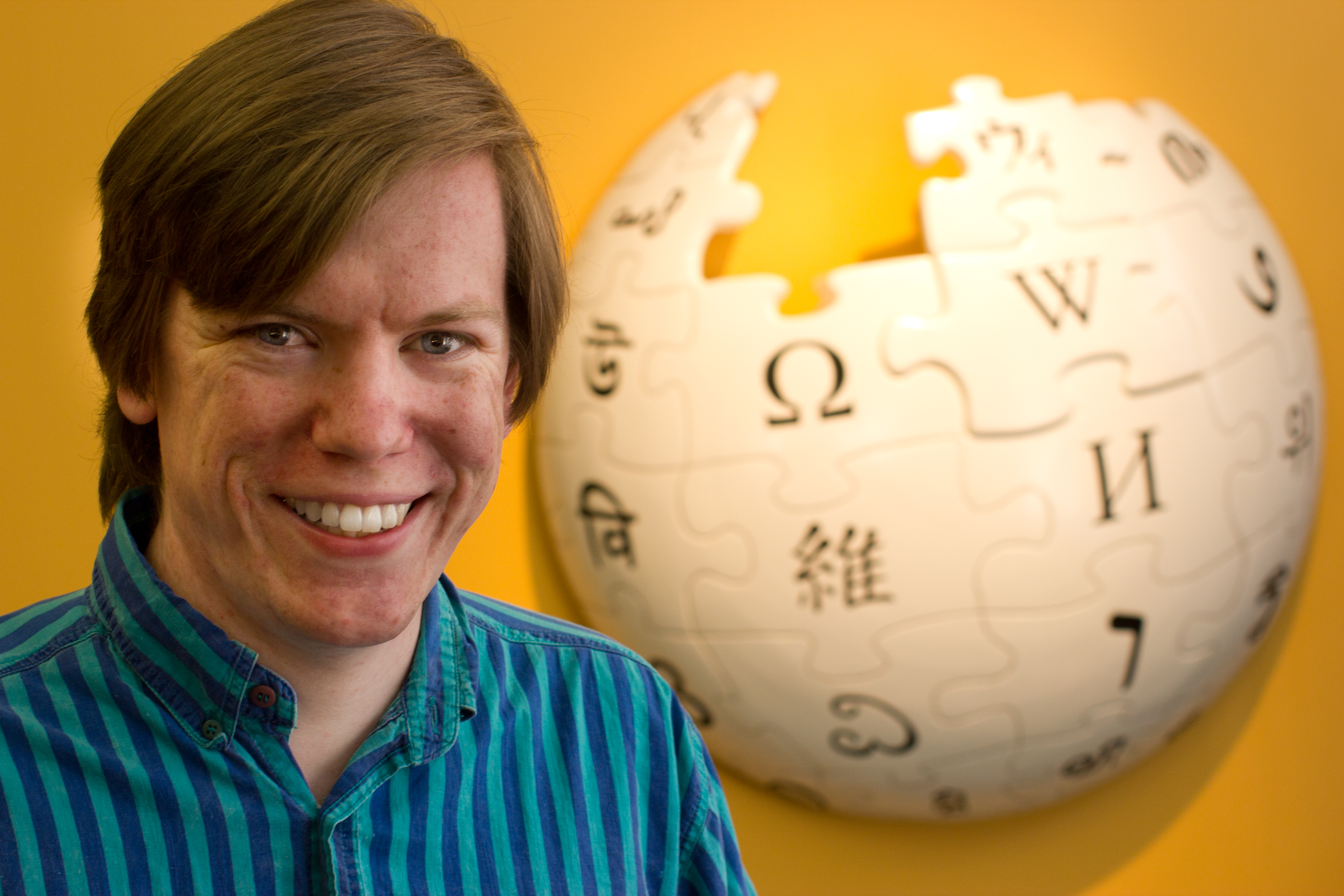
第一代维基百科标志設計者保罗·斯坦西夫（Paul Stansifer）于2012年5月在维基百科拼图球标志（Wikipedia Puzzle Globe Logo）前

維基百科先後用過四個標誌，現在使用的標誌是从2010年5月13日开始使用的。
第一代拼图球版的维基百科标志是由当时17岁的维基百科用户保罗·斯坦西弗（Paul Stansifer）设计的， 并赢得了2003年该网站的设计大赛。而另一位维基百科用户大卫·弗里德兰（David Friedland）随后改进了其標誌，缩小了该标志上的文字占用面积，并将其内容简化为单个字形，而不是一大堆无聊混乱的多语言文本
。
然而在改进标志中出现了一些偏差，例如一小块梵文字母和日语片假名不能正确地显示（由日語維基計劃用戶木津尚子發現）
。

## 設計

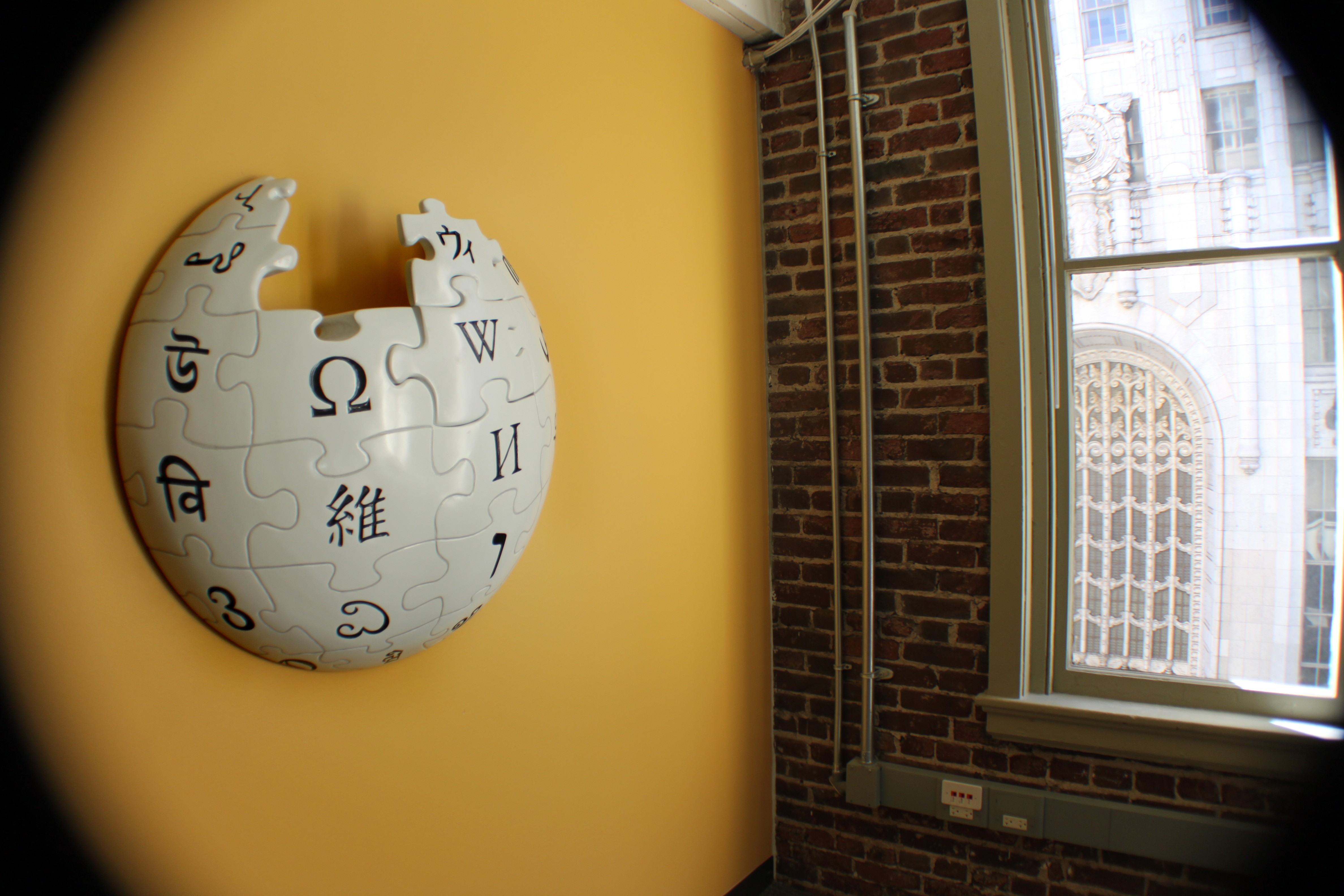
维基媒体基金会办公室中悬挂着维基百科标志的一部分。

在當前的設計中，每一個零片上各有一種書寫系統的字形，象徵著維基百科的多語言性。最左列的字形从上到下分别是亞美尼亞字母“Վ”、高棉文字母“វិ”、孟加拉文字母“উ”、天城文字母“वि”、格魯吉亞字母“ვ”；左起第二列的字形是希臘字母“Ω”、漢字、卡納達文字母“ವಿ”、藏文字母“ཝི”；右起第二列的字形是假名“ウィ”、拉丁字母“W”、西里爾字母“И”、希伯來字母“ו”、泰米爾文字母“வி”；最右列的字形是吉茲字母“ው”、阿拉伯字母“و”、韓語字母“위”、泰文字“วิ”。這些字形大多來自各種語言中“維基百科(wikipedia)”此詞的開頭。

## 標誌

### 过去使用的标志

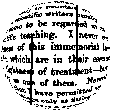
2001年（暂定）
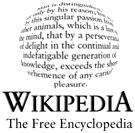
2001年–2003年
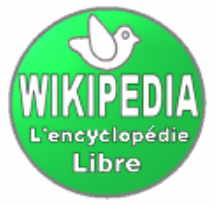
法语维基百科的标志 （2002年–2003年）
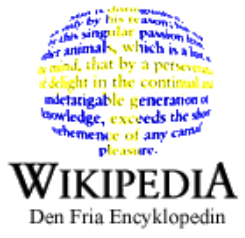
瑞典语维基百科的标志 （2003年）
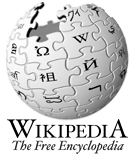
2003年–2010年
2010年至今

## 外部連結
- （英文）Wikimedia Blog: Wikipedia in 3D
- （英文）Wikimedia Blog: A new look for Wikipedia